# 于村镇
于村镇，是中华人民共和国河北省沧州市任丘市下辖的一个镇，原名于村乡，2023年1月30日撤乡设镇。

## 行政区划
于村镇下辖以下地区：
西黄里村、东黄里村、后王约村、西于村、东于村、诗吾基村、西八方村、新庄村、东八方村、南陵城村、东陵城村、西陵城村、北陵城村、史庄村、张家庄村、边家铺村、北芦庄村、侯疙瘩村、军庄村、苏庄村、前王约村和王各庄村。